# Метријске карактеристике
Метријске карактеристике су психометријска својства која мора имати неки поступак мерења и сâм психолошки мерни инструмент да би се могао користити као исправно и прецизно средство мерења. Основне метријске карактеристике су: ваљаност или валидност (да инструмент заиста мери оно што претпостављамо да мери), поузданост или релијабилност (да поновљено мерење исте појаве даје исти резултат), осетљивост или дискриминативност (колико добро дискриминише разлике у интензитету варијабле) и објективност (резултат не зависи од субјективне процене мериоца).